# دولنی نیمتشی
دولنی نیمتشی (به چکی: Dolní Němčí) یک منطقهٔ مسکونی در جمهوری چک است که در ناحیه اوهرسکه هرادیشتی واقع شده‌است. دولنی نیمتشی ۹٫۹۱ کیلومتر مربع مساحت و ۲٬۹۶۸ نفر جمعیت دارد و ۲۵۶ متر بالاتر از سطح دریا واقع شده‌است.